# NGC 296
NGC 296 је спирална галаксија у сазвежђу Рибе која се налази на NGC листи објеката дубоког неба.
Деклинација објекта је + 31° 32' 32" а ректасцензија 0h 55m 7,4s. Привидна величина (магнитуда) објекта NGC 296 износи 12,4 а фотографска магнитуда 13,2. Налази се на удаљености од 57,344 милиона парсека од Сунца. NGC 296 је још познат и под ознакама UGC 562, MCG 5-3-24, CGCG 501-42, IRAS 00523+3116, PGC 3260.